# Kuros de Creso

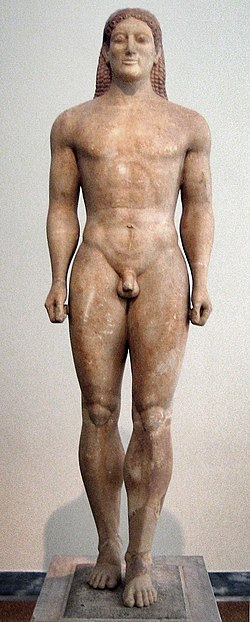
Kuros de Creso, datado ca. 530 a. C.

El kuros de Creso o kuros de Anávisos es un kuros de mármol encontrado en Anávisos en Ática (Grecia), que funcionaba como una lápida para la tumba de un joven guerrero caído llamado Creso (en griego Κροῖσος). La escultura de pie parece avanzar hacia adelante y muestra la típica «sonrisa arcaica» en su rostro. La escultura está fechada en torno a 540-515 a. C. y mide 1,95 m de altura. Se encuentra en el Museo Arqueológico Nacional de Atenas (inv. 3851). La inscripción de la base de la estatua dice: 
- ΣΤΕΘΙ : ΚΑΙ ΟΙΚΤΙΡΟΝ ΚΡΟΙΣΟ
- ΠΑΡΑ ΣΕΜΑ ΘΑΝΟΝΤΟΣ ΗΟΝ
- ΠΟΤ’ ΕΝΙ ΠΡΟΜΑΧΟΙΣ : ΟΛΕΣΕ
- ΘΟΡΟΣ : ΑΡΕΣ.[1]

«Detente y llora ante la tumba del fallecido Creso, a quien el furioso Ares destruyó un día luchando en las filas más avanzadas».
El kuros de Creso está en el centro de dos debates arqueológicos actuales: en primer lugar, si los kuros representaban hombres jóvenes específicos o eran representaciones genéricas de arquetipos idealizados que realmente no se parecen a la persona específica que conmemoran, y por lo tanto son representaciones simbólicas no naturalistas que incorporan el ideal del guerrero masculino en promáchois (ἐν προμάχοις) «en las primeras líneas de la falange» en el campo de batalla; y segundo, la autenticidad del kuros de Getty, que parece tener una procedencia falsificada y muestra una sospechosa similitud con el kuros de Creso.

## Lectura adicional
- Nikolaos Kaltsas: Sculpture in the National Archaeological Museum, Athens, Museo J. Paul Getty, Los Ángeles 2002, ISBN 0-89236-686-9, p. 58–59